# Emrik Larsson
Hans Emrik Larsson, född 20 maj 1965 i Mölndal, är en svensk sångare och tonsättare. Bildade under tidigt 1980-tal Stonefunkers tillsammans med bland andra sin bror Torsten Larsson. Emrik Larsson är verksam som soloartist sedan 2003.

## Diskografi

### M-Rock[2]
- Celebration, album (2021)
- Party Zone ft. Hofstone, singel (2018)
- America?, singel (2017)
- The Cosmic Phunk Saga Continues, album (2016)
- The Swedish Airborne Phunk Observatory, album (2014)
- Airbourne, album (2010)

### Emrik[3]
- Soul Swedish Man, album (2008)
- Kontrollen, album (2007)
- Lögnhalsen, album (2005)
- Emrik med vänner, EP (2003)

### Stonefunkers[4]
- Outstanding, album (1998)
- Material, album (1995)
- No Problem 94 - Non-believers, Stand Back!, album (1993)
- Harder Than Kryptonite, album (1990)
- Hard As Kryptonite, album (1989)
- Turn it up, singel (1988)